# Крио
Кри́о, или сьерра-леонский креольский (Krio) — креольский язык на основе английского языка, национальный язык Сьерра-Леоне. Используется повсеместно в качестве лингва франка. В той или иной степени им владеют 97% населения страны. Является родным языком для примерно трёхсот тысяч креолов — потомков освобождённых рабов, переселённых из Вест-Индии, США и Великобритании. Помимо Сьерра-Леоне, на данном языке говорят в Великобритании (18 000 чел.), Гамбии (15 000 чел.), Сенегале (7300 чел.), США (4900 чел.), Австралии (3500 чел.), Гвинее (2700 чел.) и России (2 чел.).
Лексика крио заимствована, главным образом, из английского языка, в то время как фонетика, грамматика и синтаксис испытали сильное влияние со стороны как минимум 12 африканских языков, в том числе йоруба и чви (см. Чёрный английский).

## История
Крио начинает складываться в эпоху атлантической работорговли в XVII—XVIII веках в виде западноафриканского пиджина, призванного облегчить прибрежную торговлю между европейцами и африканцами. Со временем пиджин становится лингва-франка уже среди местного населения и начинает распространяться вглубь континента. В течение XX века язык стабилизируется и начинает выполнять роль лингва-франка на всей территории Сьерра-Леоне.

## Классификация
Крио является одним из контактных языков на английской основе, из которого происходит нигерийский и камерунский пиджины и диалект фернандо-по. Также он похож на креольские языки на английской основе, на которых говорят в Северной и Южной Америке, особенно на языке галла, ямайском патуа (ямайский креольский) и белизском креольском, но у него имеется собственный отличительный характер. Он также разделяет некоторое сходство в лингвистике с неанглийскими креолами, такими как контактные языки на французской основе, распространённые на Карибских островах.

## Письменность
Крио использует английский вариант латинского алфавита, за исключением Qq и Xx, но с добавлением Ɛɛ (открытое «э»), Ŋŋ (энг) и Ɔɔ (открытое «о») из африканского эталонного алфавита. Три тона могут обозначаться диакритическими знаками в виде грависа (à), акута (á) и циркумфлекса (â), обозначающие низкий, высокий и нисходящий тоны соответственно, однако обычно они опускаются. Альтернативная орфография с латинскими буквами была разработана только Томасом Деккером.
Ниже представлен полный алфавит с диграфами с орфографией Деккера в скобках:
| Буква или диграф крио | Произношение     | Пример слова                    | Английский перевод               | Русский перевод          |
| --------------------- | ---------------- | ------------------------------- | -------------------------------- | ------------------------ |
| A,a                   | а                | watar                           | water                            | вода                     |
| Aw, aw                | ближе к ау       | naw (nau)                       | now                              | сейчас                   |
| Ay, ay                | ай               | na im                           | that's him                       | это он                   |
| B, b                  | б                | bòku (bohku)                    | many, very much (< фр. beaucoup) | много, очень много       |
| Ch, ch                | ч                | cham                            | chew                             | жевать                   |
| D, d                  | д                | diar(dya)                       | expensive (< dear)               | дорогая (дорогой)        |
| E, e                  | э                | let (leyt)                      | late                             | поздно                   |
| Ɛ, ɛ                  | открытое э       | hèp (ep)                        | help                             | помощь                   |
| F, f                  | ф                | fùrs (fohs)                     | first                            | первый                   |
| G, g                  | г                | got (goat)                      | goat                             | козёл                    |
| Gb, gb                | гб               | gbana/tranga                    | difficult (из языка темне)       | трудный                  |
| H, h                  | латинское h      | argyu/argyumènt (agyu/agyument) | argument                         | аргумент                 |
| I, i                  | и                | titi                            | girl                             | девочка                  |
| J, j                  | й                | jomp                            | jump                             | прыжок                   |
| K, k                  | к                | kòntry (kohntri)                | country                          | страна                   |
| Kp, kp                | кп               | kpatakpata                      | completely                       | полностью                |
| L, l                  | л                | liv                             | live                             | жизнь                    |
| M, m                  | м                | muf/muv                         | move                             | шаг                      |
| N, n                  | н                | nak                             | knock                            | стук                     |
| Ny, ny                | нь               | niu                             | new                              | новый                    |
| Ŋ, ŋ                  | носовое н        | sing (siŋ)                      | sing                             | петь                     |
| O, o                  | о                | work                            | work                             | работа                   |
| Ɔ, ɔ                  | открытое о       | bɔn (bohn)                      | born, give birth, conceive       | родиться, родить, зачать |
| Ɔy, ɔy                | ближе к ой       | òil (ohyl)                      | oil                              | масло                    |
| P, p                  | п                | padi                            | friend                           | друг                     |
| R, r                  | р                | ren (reyn)                      | rain                             | дождь                    |
| S, s                  | с                | saf                             | soft                             | мягкий                   |
| Sh, sh                | ш                | sharp                           | sharp                            | крутой                   |
| T, t                  | т                | tif                             | steal (< thief)                  | воровать (вор)           |
| U, u                  | у                | uman                            | woman                            | женщина                  |
| V, v                  | в                | vot                             | vote                             | голосовать               |
| W, w                  | как английское w | waka                            | walk                             | гулять                   |
| Y, y                  | й                | yalla                           | yellow                           | жёлтый                   |
| Z, z                  | з                | zero                            | zero                             | ноль                     |
| Zh, zh                | ж                | plèzhùr (plehzhoh)              | pleasure                         | удовольствие             |

## Фонология
|               | Губные | Альвеолярные | Постальвеолярные | Палатальные | Велярные | Велярные | Увулярные |
| нелаб.        | Губные | Альвеолярные | Постальвеолярные | Палатальные | лаб.     |          | Увулярные |
| ------------- | ------ | ------------ | ---------------- | ----------- | -------- | -------- | --------- |
| Носовые       | m      | n            |                  |             | ŋ        |          |           |
| Взрывные      | p b    | t d          |                  |             | k ɡ      |          |           |
| Аффрикаты     |        |              | t͡ʃ d͡ʒ            |             |          |          |           |
| Фрикативные   | f v    | s z          | ʃ                |             |          |          |           |
| Аппроксиманты |        |              |                  | j           |          | w        |           |
| Боковые       |        | l            |                  |             |          |          |           |
| Дрожащие      |        |              |                  |             |          |          | ʀ         |

## Лексика
Основная масса слов крио унаследована от английского. При этом по фонетическому облику различаются слова унаследованные через пиджины, послужившие основой крио (например, tɛm «время» из анг. time, tɛbul «стол» из англ. table) и заимствования из литературного английского в уже сформировавшийся язык (transleshɔn «перевод» из translation, kɔlɛj «колледж» из college). Ряд слов вошли в язык обоими путями с разными значениями (например, drɛv «тянуть», «тащить» и drayv «водить (машину)» из английского drive). Кроме того, наличествуют унаследованные из пиджинов слова французского и португальского происхождения (savo, sabi «знать» из порт. sabir и др.). Ряд слов для обозначения местных реалий Сьерра-Леоне заимствованы из языка йоруба (например, gbakɔ «большая деревянная ложка» из йор. igbakọ).

## Грамматика
Слова крио не изменяются, и разделить их на части речи можно только по их синтаксической функции. При этом образующиеся классы не будут совпадать с традиционными частями речи. Так слова, исполняющие в крио функции глаголов (предикативы), могут одновременно выполнять функции прилагательных и/или наречий.
Можно выделить следующие классы: субстантивы, которые могут выполнять функции субъекта, объекта и определения, предикативы, которые могут быть сказуемым, определением или обстоятельством (не у всех предикативов есть все три функции), детерминативы, которые могут быть только определением, местоимения, служебные слова (предлоги, союзы и частицы) и, наконец, вводные слова.
У субстантивов выделяется категория числа, резко отличающаяся от такой категории европейских языков. Противопоставляются единственность или неразделённая множественность (не имеющие никакого показателя) и дистрибутивная множественность, выражаемая служебным словом dɛn, стоящим после субстантива. A gɛt bɔku leta pan mi padi. «Я получил много писем от своего друга или друзей (всех вместе)». — A gɛt bɔku leta pan mi padi dɛn. «Я получил много писем от каждого из моих друзей (в отдельности)».
Предикативы имеют ряд временных и видовых форм. При этом видовые формы ни имеют временной характеристики. Все эти формы образуются при помощи служебных слов. Для образования прошедшего времени используется слово bin, будущего — слово go. Видовые формы обозначают непрерывность (слово de), завершённость (слово dɔn), частичную завершенность (dɔn de), многократность (формат kin), многократность длительного действия (kin de).